# Meertaligheid
Met meertaligheid wordt meestal bedoeld dat iemand zich in verschillende situaties vloeiend van meer dan één taal kan bedienen. Naar schatting is het merendeel van de wereldbevolking meertalig. Meer dan de helft van de Europese bevolking spreekt minstens één andere taal naast de moedertaal. Als gevolg van de gemakkelijke toegang tot informatie via het internet, is de verwerving van meertaligheid wereldwijd geleidelijk toegenomen sinds de jaren 2000.
Tijdens onderzoeken omtrent meertaligheid bestuderen onderzoekers voornamelijk tweetaligheid. Vaak worden tweetaligheid en meertaligheid gezien als synoniemen. Het bestuderen van twee- of meertaligheid is binnen de toegepaste taalkunde een onderzoeksterrein van de psycholinguïstiek.

## Voorkomen
Hoewel er grote groepen mensen zijn die slechts één taal spreken, is twee- of meertaligheid in toenemende mate meer regel dan uitzondering. In bijna alle ontwikkelingslanden is de thuistaal een plaatselijke taal die verschilt van de officiële bestuurstaal, bijvoorbeeld Engels, Frans of Spaans. Maar ook in andere landen spreken steeds meer gezinnen thuis een andere taal dan de meerderheidstaal. In andere gevallen is de thuistaal een dialect dat aanzienlijk van de standaardtaal kan verschillen. Ook in taalgrensgebieden is tweetaligheid bijna vanzelfsprekend. Daarnaast zijn immigratie en de toenemende vluchtelingenstomen een belangrijke oorzaak van het voorkomen van meertaligheid.
Vooral in de studie van de taalverwerving door kinderen is twee- of meertaligheid een belangrijk onderzoeksdomein.
Er wordt onderscheid gemaakt tussen:
- (vroeg) gelijktijdige tweetaligheid (simultane taalverwerving), waarbij kinderen in een tweetalige omgeving opgroeien. De verwerving van de tweede taal gebeurt grotendeels parallel aan de verwerving van de moedertaal. Bijvoorbeeld een gezin in België waarin de vader Vlaams spreekt en de moeder Frans. Hun kinderen krijgen een dubbele moedertaal aangeboden.
- opeenvolgende tweetaligheid (successieve/ sequentiële taalverwerving), waarbij kinderen achtereenvolgens in verschillende eentalige omgevingen opgroeien. Het kind begint de tweede taal te leren wanneer de moedertaal al redelijk wordt beheerst. Bijvoorbeeld een kind uit een Nederlandstalig gezin gaat naar de plaatselijke Nederlandstalige basisschool en wordt daarna naar een Franstalig internaat gestuurd. Hier is de beheersing van de moedertaal een belangrijke ondersteunende factor in het leren beheersen van de nieuwe taal.

Beide vormen van taalverwerving kunnen in een situatie van meertaligheid ook gecombineerd voorkomen. Bijvoorbeeld wanneer een Belgisch-Marokkaans gezin vanaf de geboorte de Franse en Arabische taal aanbiedt (gelijktijdige tweetaligheid), waarna het kind op school het Nederlands als derde taal krijgt aangeboden (opeenvolgende meertaligheid).
Als wordt gesproken over een tweede taal kan een onderscheid worden gemaakt tussen de meerderheidstaal en de Minderheidstaal. Het leren van een tweede taal kan in principe op twee manieren - al of niet in combinatie met elkaar - worden verworven, namelijk ongestuurd (ook wel: natuurlijk) en gestuurd.

## Tweetalige opvoeding
Er heerst bij wetenschappers, beleidsmensen en ouders geen eensgezindheid over de wenselijkheid om vroeg met een (gelijktijdige) tweetalige opvoeding te beginnen. Dit is deels te verklaren door de verscheidenheid aan situaties waarin (vroege) tweetalige opvoeding zich kan voordoen. Voorstanders van tweetaligheid pleiten ervoor om de twee talen zo vroeg mogelijk aan te bieden omdat er sterke aanwijzingen zouden zijn dat er een "gevoelige" periode bestaat (tot de leeftijd van circa 6 jaar) waarin de moedertaal nagenoeg spontaan verworven kan worden. Zij gaan er dan ook van uit dat dit ook op het leren van een tweede taal van toepassing is.

Anderen houden vast aan het principe dat kinderen eerst hun eigen moedertaal goed moeten beheersen voordat ze een vreemde taal leren. Zij gaan ervan uit dat de kennis van een tweede taal nooit hoger kan liggen dan de basiskennis van de moedertaal. Zo blijken jonge kinderen uit taalgemengde gezinnen een kleinere woordenschat te beheersen in één taal dan hun leeftijdsgenoten. Met hun woordenschat van de andere taal erbij komen ze wel aan een groter totaal aantal gekende woorden. De woorden die ze kennen in een andere taal worden echter niet meegenomen wanneer in een schoolse omgeving wordt gesproken over de taalvaardigheid van kinderen. Op latere leeftijd halen ze hun achterstand in, en mits voldoende intellectuele vaardigheden, komen ze tot een grotere taalkennis in elk van beide talen dan hun leeftijdsgenoten. Ze komen immers door het vergelijken van beide taalstructuren tot een grotere metakennis over de taal. Dit zou hen ook een voorsprong geven bij het leren van vreemde talen.
In het Nederlandse taalgebied zijn taalwetenschappers ervan overtuigd dat een vroege tweetalige opvoeding kan slagen, mits aan een aantal voorwaarden wordt voldaan. Deze voorwaarden vergroten de kans op meertaligheid, maar de lijst is niet exhaustief. Ook bieden de voorwaarden geen garantie op een goede en blijvende ontwikkeling van de aangereikte talen.
- Het geven van voldoende (taal)input, het produceren van taal en het geven van feedback in elke taal is van essentieel belang. Er dient voldoende tijd voor het dubbele taalaanbod te worden vrijgemaakt, bijvoorbeeld voorlezen voor het slapengaan of het stellen van vragen aan het kind. Er moet dus minstens evenveel, en liefst meer, mondelinge communicatie in de twee talen zijn dan bij een eentalige opvoeding. Het aanbieden van onvoldoende input kan er namelijk voor zorgen dat een kind de taal niet, laat of incorrect zal verwerven.[6]
- Beide talen moeten evenwaardig gewaardeerd worden. Vooroordelen over de talen of de sprekers ervan dienen achterwege te worden gelaten. Een positieve waardering verhoogt de motivatie voor beide talen.
- In de omgeving van het opgroeiende kind is vooral de taal van de meerderheid aanwezig. Om het kind te ondersteunen in zijn meertaligheid moet een minderheidstaal actief gepromoot worden in het gezin, door kinderen de kans te bieden om zoveel mogelijk met de minderheidstaal in contact te komen.[6]
- Het aanbod moet in beide talen van goede kwaliteit zijn en dient bij voorkeur van moedertaalsprekers van beide talen te komen. Wanneer de ouder geen moedertaalspreker is, moeten ouders zich competent voelen in de taal die ze spreken. Indien dit niet het geval is bestaat de kans dat de gekregen taalinput binnen deze taal beperkter, foutief en minder vloeiend zal verlopen.
- Er mogen geen intellectuele of andere beperkingen (zoals neurologische stoornissen, dyslexie of afasie) zijn bij het kind.

Ouders kiezen zelf op welke manier zij omgaan met een meertalige opvoeding, en hoe zij meertalige input willen aanbieden aan hun kinderen. Er zijn grote verschillen in gezinnen. De wenselijkheid van een twee- of meertalige opvoeding hangt sterk samen met de gezinssituatie. Waardoor de ideale route naar meertaligheid er voor elk gezin anders uit zal zien.
In een meertalige opvoeding kiezen ouders ervoor om de talen strikt van elkaar gescheiden te houden, of om de verschillende talen gezamenlijk, door elkaar te gebruiken. Kinderen zijn in staat om gelijktijdig talen te leren, waarbij ze doorgaans perfect in staat zijn om de verschillende talen van elkaar te scheiden. Het mengen van talen is namelijk geen belemmering voor de taalontwikkeling van normaal functionerende kinderen. Desondanks dat er doorgaans een negatieve connotatie wordt gemaakt voor een opvoedingsstijl waarbij talen door elkaar worden gebruikt of er aan codewisseling wordt gedaan, is deze strategie niet slechter dan het strikt scheiden van de talen. Onafhankelijk van de strategie zal een kind dat meertalig wordt opgevoed een periode van codewisseling doormaken waarin de verschillende talen door elkaar worden gebruikt.
Om kinderen meertalig op te voeden zijn verschillende strategieën voorhanden:
- OPOL (one parent/person one language) of de één-ouder-één-taal route is een vrij strikte opvoedingsmethode waarbij de talen per ouder zoveel mogelijk gescheiden worden aangeboden aan het kind. Zo praat bijvoorbeeld de ene ouder Nederlands tegen het kind en de andere ouder Turks. Het dubbele taalaanbod moet consequent zijn.[8] Voor de ouders is het moeilijk om deze strategie steeds toe te passen.
- Bij een meertalige opvoeding met codewisseling worden talen gemengd. Mengen betreft het spreken van twee of meer talen binnen eenzelfde zin (the child speelt buiten) of tussen twee zinnen (the child is playing outside, het is mooi weer).[6] Een opvoeding waarin talen worden gemengd kan afhankelijk van de gezinssituatie op verschillende manieren een invulling krijgen:[7]
  - In de methode ‘mixen’ mixen beide ouders de meerderheidstaal met een minderheidstaal, waardoor de minderheidstaal meer aan bod komt dan binnen OPOL.[7]
  - Bij ‘minderheidstaal & MIX’ spreekt één ouder enkel de minderheidstaal, terwijl de andere gezinsleden de meerderheidstaal en minderheidstaal mixen.[7]
  - Bij ‘Meerderheidstaal & MIX’ spreekt één ouder enkel de meerderheidstaal, terwijl de andere gezinsleden de meerderheidstaal met de minderheidstaal mixen.[7] Deze methode wordt vaak noodgedwongen gekozen omdat één ouder enkel de meerderheidstaal machtig is. Hierdoor verloopt de communicatie grotendeels in de meerderheidstaal en dreigt de minderheidstaal verloren te gaan door een gebrek aan input in of nood aan het gebruiken van de minderheidstaal.[7]
- Ook is het mogelijk dat (thuis) enkel de moedertaal wordt gesproken. Dit zal leiden tot een route van opeenvolgende twee- of meertaligheid doordat de meerderheidstaal zal worden aangeboden door bijvoorbeeld kinderopvang of onderwijs. Deze methode toont een erg grote kans op meertalige kinderen en is een gepaste manier om kinderen op te voeden wanneer ouders zich onvoldoende competent voelen in de meerderheidstaal. Wel kan deze route leiden tot (tijdelijke) problemen bij de overgang naar onderwijs doordat er geen ondersteuning wordt geboden in de minderheidstaal. Het duurt doorgaans enkele jaren voor kinderen de meerderheidstaal even goed zullen spreken als de eigen moedertaal.[7]

De verschillende talen versterken elkaar en werken elkaar niet tegen. Kinderen kunnen de transfer maken waarbij ze eigenschappen of concepten uit één taal ook kunnen toepassen in de andere taal. Wanneer een kind bijvoorbeeld begrijpt wat hard en zacht zijn, zullen ze dit ook kunnen aanduiden in een andere taal, waarbij andere woorden worden gebruikt voor hetzelfde concept. Toch biedt een meertalige opvoeding geen garantie voor een blijvende meertaligheid. Indien talen niet/ minder nodig zijn of niet meer worden gebruikt, kan de kennis van deze talen gedeeltelijk of volledig verdwijnen.
Een vroege tweetalige opvoeding kan bij normaal begaafde kinderen een zeer goede tweetaligheid opleveren, vaak beter en vooral spontaner (accentloos) dan volwassenen door studie kunnen verwerven, maar bij minderbegaafde kinderen bestaat het risico dat ze geen van beide talen echt goed onder de knie krijgen.
Uit verschillende wetenschappelijke onderzoeken blijkt dat een tweetalige opvoeding verschillende cognitieve en neurologische voordelen biedt, waaronder:
- het verkleinen van de kans op het ontwikkelen van de Ziekte van Alzheimer.[9][10]
- tweetaligheid leidt tot een grotere mate van cognitieve flexibiliteit.[11]
- cognitieve vaardigheden opgedaan in de ene taal, zijn vaak overdraagbaar naar een andere taal.[11]

### Tweetalige opvoeding bij doof kind
Zowel in het dovenonderwijs als door diverse expertise-centra wordt tweetalig opvoeding en onderwijs aanbevolen bij dove kinderen. De gesproken moedertaal van (niet-dove) ouders is niet volledig toegankelijk voor dove en slechthorende kinderen, in die zin dat zij niet alles kunnen horen. Hierdoor wordt bij hen de gesproken taalontwikkeling matig tot ernstig gehinderd in de eerste levensjaren. Via de visueel volledig toegankelijke gebarentaal wordt er een basis gelegd voor een volledige taalontwikkeling, waarbij de geschreven en gesproken taal van hun (niet-dove) ouders gelijktijdig of iets later ook grotendeels verworven kan worden. In de laatste jaren worden ook gebaren (geen gebarentaal) gebruikt in de communicatie met kinderen met ernstige spraakmoeilijkheid en met leerbeperkingen. Dat gebeurt tevens bij kinderen zonder enige beperking, in de vorm van babygebaren, hoewel hiervan geen voordelen aangetoond zijn. Het betreft hier vormen van Nederlands met Gebaren, het mixen van Nederlands en Nederlandse Gebarentaal, waarbij de grammatica van het Nederlands wordt aangehouden en een aantal inhoudswoorden vergezeld gaan van gebaren.

## Meertalige landen
Kennen de meeste landen één officiële regeringstaal, sommige landen hebben hun meertaligheid vastgelegd, al dan niet in de grondwet. Canada heeft het Frans, oorspronkelijk de taal van de provincie Quebec, gelijke rechten gegeven als het Engels. De Belgische taalwetten stelden het Nederlands en het Duits gelijk aan het Frans en Finland kent het Fins en het Zweeds als officiële talen. In de Caribische landen van het Koninkrijk der Nederlanden is het Papiamento een officiële taal naast het Nederlands.